# Mường
Die Mường sind eine ethnische Minderheit in Vietnam. 
Es gibt etwa 1,3 Millionen Mường. Die große Mehrheit von ihnen lebt im Bergland Nordvietnams in den Provinzen Hòa Bình, Nghệ An, Ninh Bình, Phú Thọ, Sơn La, Thanh Hoa, Vinh Phu, Yên Bái. Einige tausend Mường leben auch im Süden Vietnams.
Die Mường sind eng mit den ethnischen Vietnamesen (Kinh) verwandt. Einige Ethnologen sind der Meinung, dass sie auch ethnische Vietnamesen sind, die aber durch die relative Isolation in den Bergen weniger von der chinesischen Zivilisation beeinflusst wurden. 
Die Religion der Mường enthält chinesische, vietnamesische und animistische Elemente.
Siehe auch: Völker Vietnams